# Каррісоса
Каррісоса (ісп. Carrizosa) — муніципалітет в Іспанії, у складі автономної спільноти Кастилія-Ла-Манча, у провінції Сьюдад-Реаль. Населення — 1466 осіб (2010).
Муніципалітет розташований на відстані близько 190 км на південь від Мадрида, 85 км на схід від Сьюдад-Реаля.

## Демографія
Динаміка населення (INE ):

## Галерея зображень

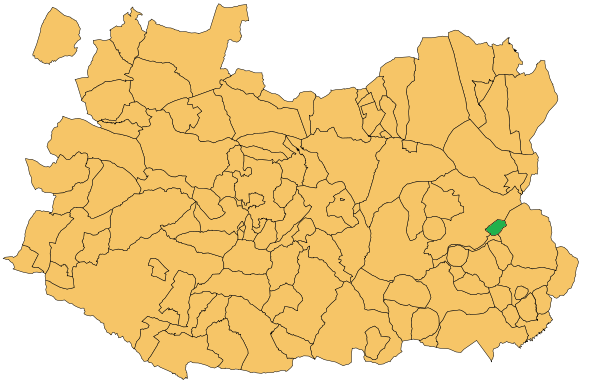
Розташування муніципалітету у провінції Сьюдад-Реаль